# Buch bei Jenbach
Buch bei Jenbach este un oraș în Austria.